# Levon Toumanian
Pour les articles homonymes, voir Toumanian (homonymie).
Levon Filippovitch Toumanian (en russe : Левон Филиппович Туманян, en arménien : Լևոն Թումանյան), né en 1869 à Achtarak (Arménie) et mort en 1942, est un homme politique de l'Empire russe et un avocat.
Toumanian est membre du Parti constitutionnel démocratique (Cadets). Il est élu député à la première Douma d'État de l'empire en tant que représentant du gouvernement d'Erevan. Le Parti cadet détient une majorité relative des sièges et le président de l'assemblée est Sergueï Mouromtsev du Parti cadet. La Douma siège à partir du 27 avril et jusqu'à sa dissolution sur oukaze par l'empereur Nicolas II le 9 juillet 1906.
Un groupe de 120 députés Cadets, rejoint par 80 députés Troudovki et des députés sociaux-démocrates, quittent la Russie pour prolonger la session parlementaire à Vyborg. Ils signent le manifeste de Vyborg le 10 juillet 1906, manifeste qui appelle la population russe à la désobéissance civile, à ne pas payer les impôts et à refuser la conscription. Il est mort en Arménie et enterré à Achtarak.